# Yagi Ridge
Die Yagi Ridge ist ein bis zu 2243 m hoher Gebirgskamm  im Nordwesten der kanadischen Provinz British Columbia.

## Geographie
Die Yagi Ridge erstreckt sich von der Mitte der Spectrum Range aus nordwestwärts bis ganz in den Süden des Mount Edziza Volcanic Complex. Sie grenzt im Norden an den Nagha Glacier und das Nagha Creek Valley, im Süden an den Yeda Creek auf dem Arctic Lake Plateau und im Westen an das Mess Creek Valley. Die Yagi Ridge erreicht am Kopf des Nagha Glacier eine Höhe von 2243 m, wo ihr Ostende genau nordwestlich des Yeda Peak auf die Spectrum Range trifft.
Der Kamm liegt ganz im Süden des Mount Edziza Provincial Park und ist nach Kenzō Yagi benannt, einem japanischen Vulkanologen, der sie 1966 gemeinsam mit dem kanadischen Vulkanologen Jack Souther querte, als er Kanada besuchte. Yagi bedeutet im Japanischen außerdem Schneeziege; diese kommt häufig im Gebiet des Kamms vor.

## Geologie
Der Fuß der Yagi Ridge ist mit Ablagerungen von Schutthalden und Erdrutschen sowie solchen glazialen Ursprungs bedeckt. Die ältesten Gesteine, aus denen der Kamm besteht, sind miozäne Alkalibasalt-Ströme der Raspberry-Formation, welche an seiner Südwestseite exponiert sind. Diese werden durch pliozäne Alkalibasalt-Ströme des Kounugu Member der Nido-Formation überlagert, welche an der West- und der Südwestseite der Yagi Ridge exponiert sind. Die vorherrschenden Gesteine, aus denen die Yagi Ridge besteht, sind pliozäner Comendit, Pantellerit und pantelleritischer Trachyt der Spectrum-Formation, welche hauptsächlich in Form von Lavadomen und Lavaströmen vorliegen; hydrothermal veränderte Schlot-Brekzie überlagert an einigen Stellen diese vulkanischen Gesteine.